# Saint-Pierre (Saint-Pierre i Miquelon)
Saint-Pierre és un municipi francès, situat a la col·lectivitat d'ultramar de Saint-Pierre i Miquelon. El 2016 tenia 5.417 habitants.

## Geografia
El municipi de Saint-Pierre està compost de l'illa Saint-Pierre i d'alguns illots i roques propers : l'illa aux Marins, l'illa aux Vainqueurs, l'illa aux Pigeons, el Grand Colombier, Pointe-Blanche, l'illot Noir, l'illa au Massacre i les Canailles. La resta de l'arxipèlag de Saint-Pierre i Miquelon forma part del municipi de Miquelon-Langlade.

## Administració
| Període   | Identitat         | Partit |
| --------- | ----------------- | ------ |
| 1945-1955 | Georges Daguerre  |        |
| 1955-1971 | Joseph Lehuenen   |        |
| 1971-1998 | Albert Pen        | PS     |
| 1998-2001 | Marc Plantegenest | PS     |
| 2001-     | Karine Claireaux  | PS     |